# Archaeonympha smalli
Archaeonympha smalli is een vlindersoort uit de familie van de prachtvlinders (Riodinidae), onderfamilie Riodininae.
Archaeonympha smalli werd in 1998 beschreven door Hall, J & Harvey.